# Nitroapocynine
Nitroapocynine is een mono-genitreerde vorm van apocynine.

## Synthesis
De laboratoriumsynthese van nitroapocynine kan gerealiseerd worden met behulp van natriumnitraat en een ionic liquid (1-butyl-3-methylimidazoliumhexafluorfosfaat) in acetonitril.